# Steaua Kiszyniów
Steaua Kiszyniów (rum. Clubul Sportiv Steaua Chișinău) – mołdawski klub piłkarski z siedzibą w Kiszyniowie, stolicy Mołdawii.

## Historia
Drużyna piłkarska Steaua Kiszyniów została założona w mieście Kiszyniów w 2003.
W sezonie 2003/2004 debiutował w Divizia A, w którym zajął pierwsze miejsce i zdobył awans do pierwszej ligi. W sezonie 2004/05 debiutował w Wyższej Lidze Mołdawii, ale zajął ostatnie 8 miejsce i spadł. Po zakończeniu sezonu przez problemy finansowe został rozwiązany.

## Sukcesy
- 1 miejsce w Divizia A: 2003/04